# ハスモンヨトウ
ハスモンヨトウ（斜紋夜盗、Spodoptera litura）は、チョウ目ヤガ科スポドプテラ属の昆虫。農業害虫として知られる。ヨトウガに似ているが、老齢幼虫の頭部の色がハスモンヨトウは黒であるのに対し、ヨトウガは黄褐色であるなど外見上の違いが見られる。成虫は羽に淡褐色の縞模様があり、和名の斜紋夜盗の由来となっている。成虫は体長15~20mm。羽を広げた長さは約40mm。

## 農作物への被害
食葉性の農業害虫であり、野菜・果樹・花卉・タバコ・綿など幅広い種類の作物に被害をもたらす。特に、ほかの昆虫があまり食べないシソの葉も好んで食害する。日中は土の中に潜み、主に夜間に食害する。日本では1950年代後半より増加し始め、現在では関東・中部以南で発生が見られる。耐寒性が低く、北日本での被害は比較的少ない。例年では6月頃より被害が出始め、8月～10月頃にピークを迎える。日中は地表に現れないこと、中齢以降の幼虫は殺虫剤に対する感受性が低いことから、防除は難しい。

## ギャラリー

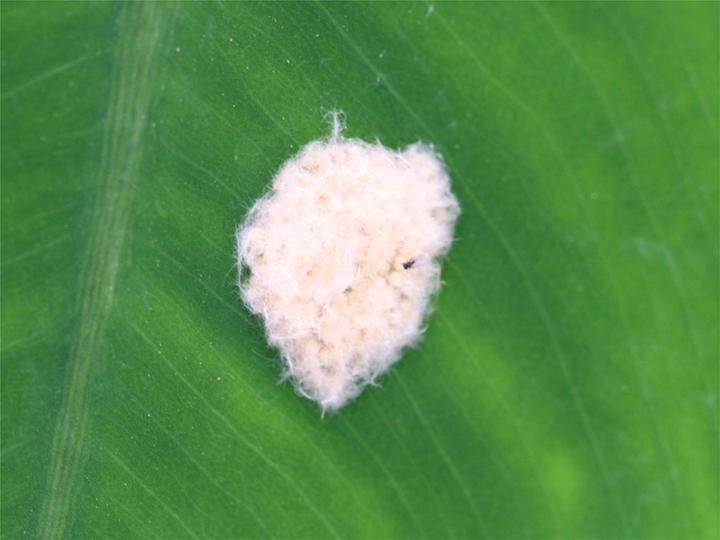
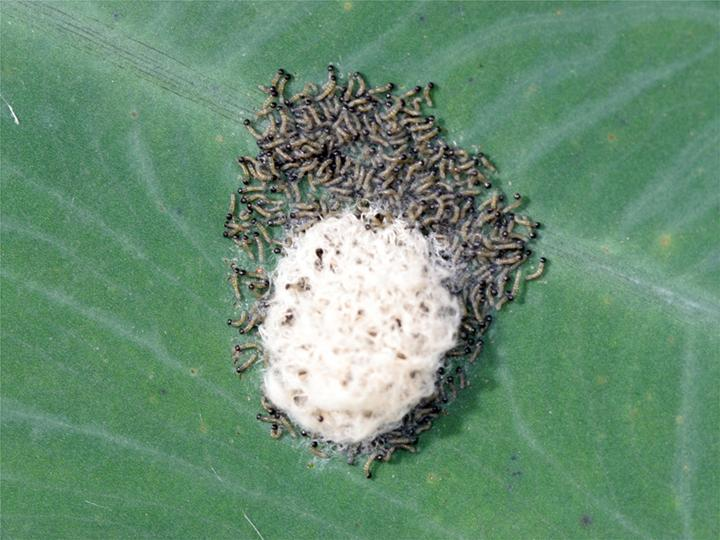
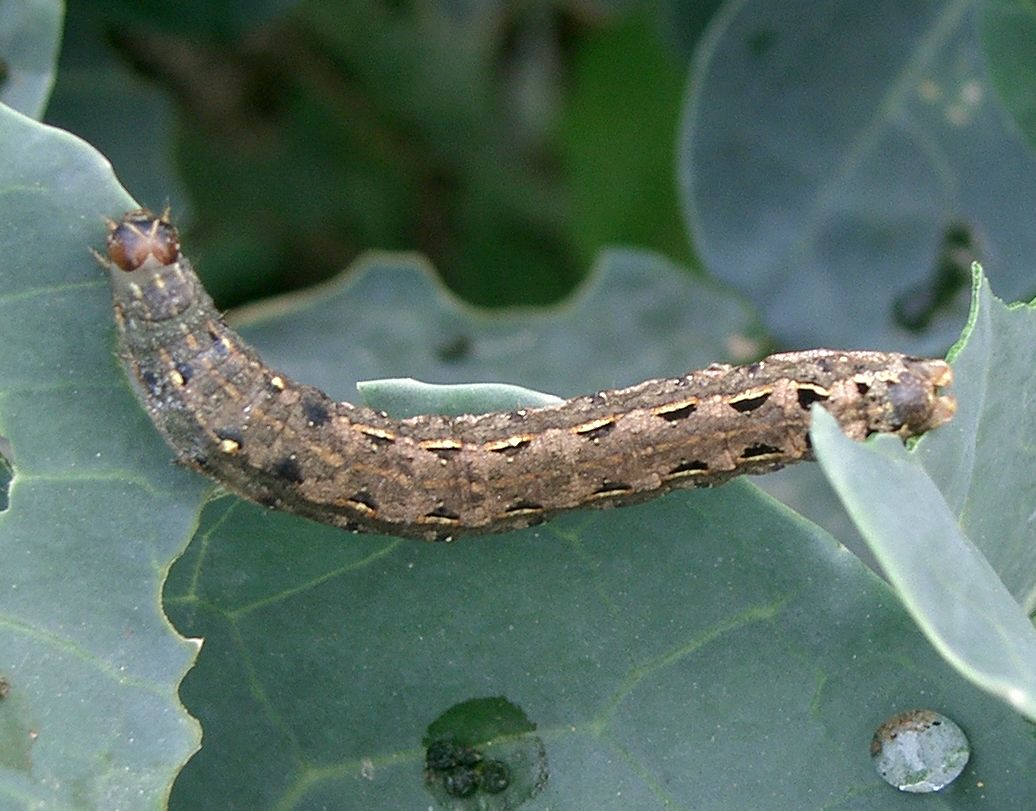
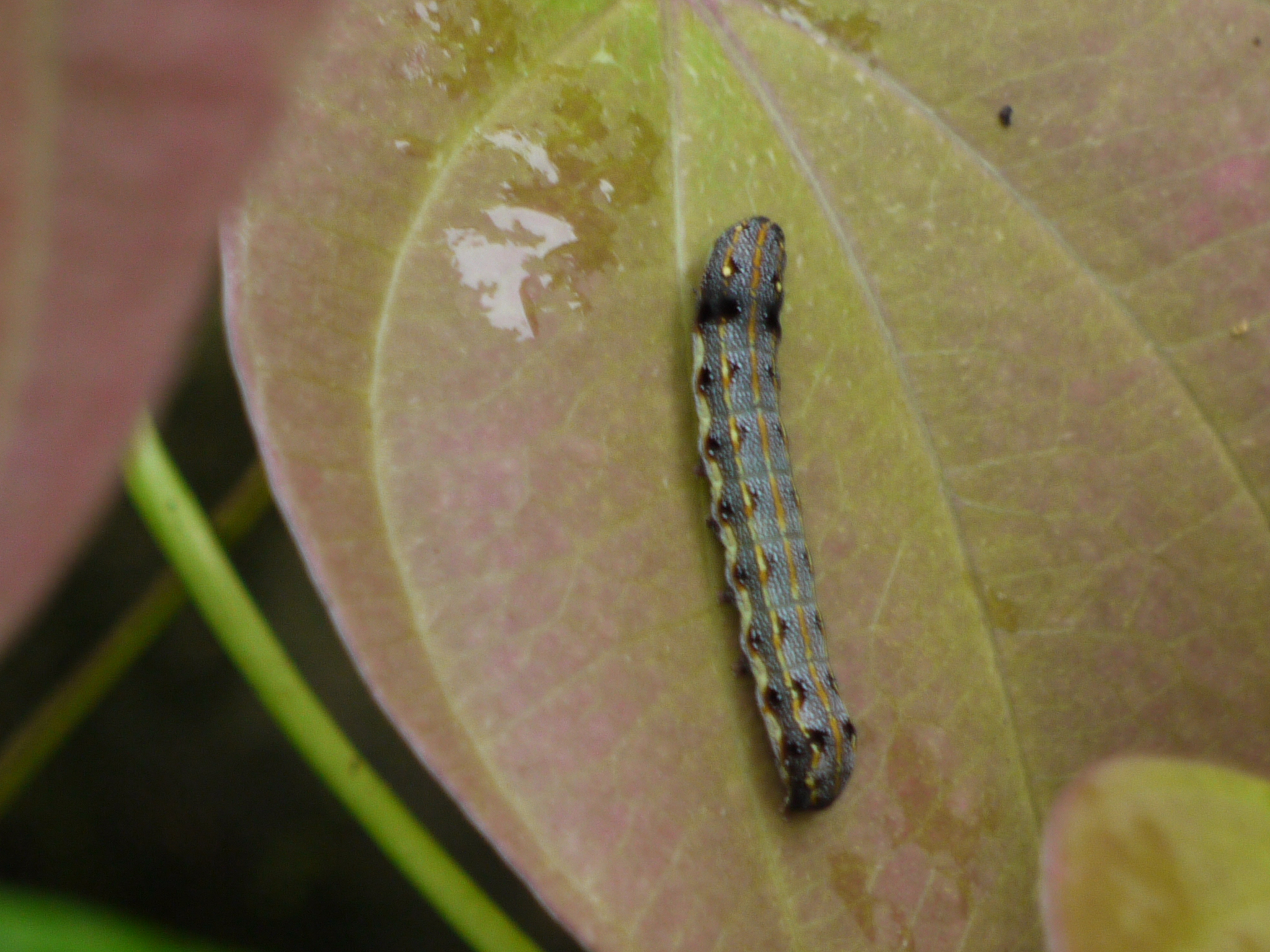
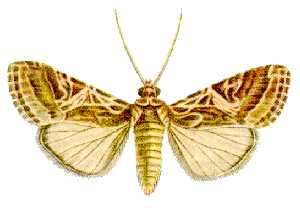
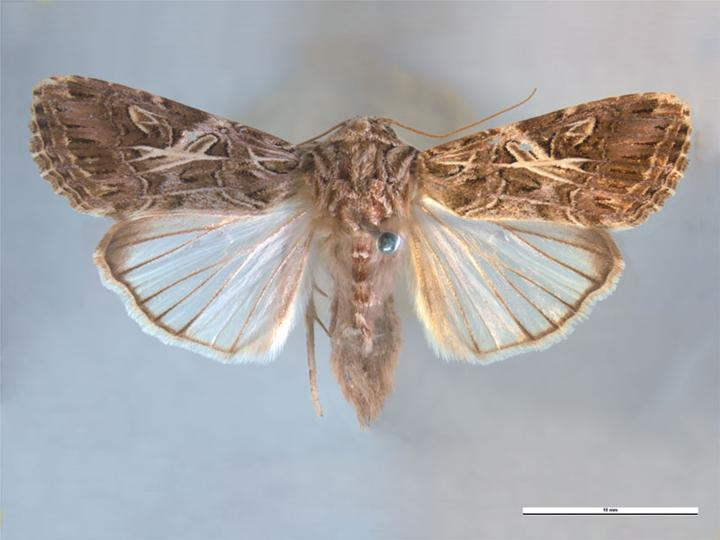
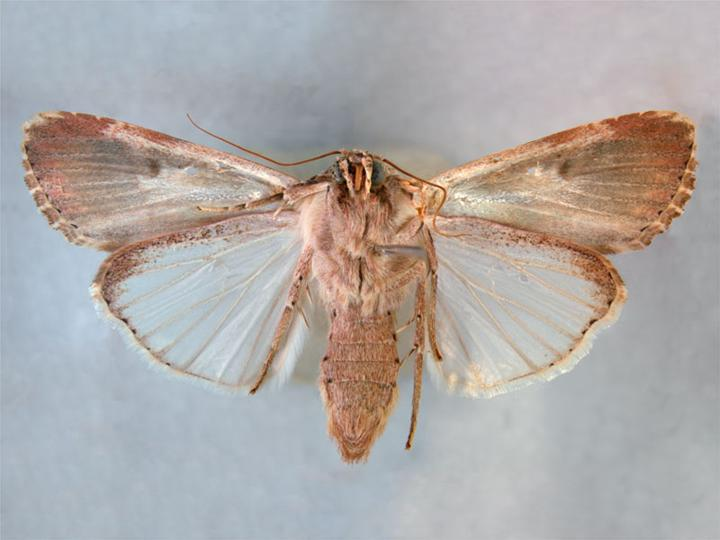
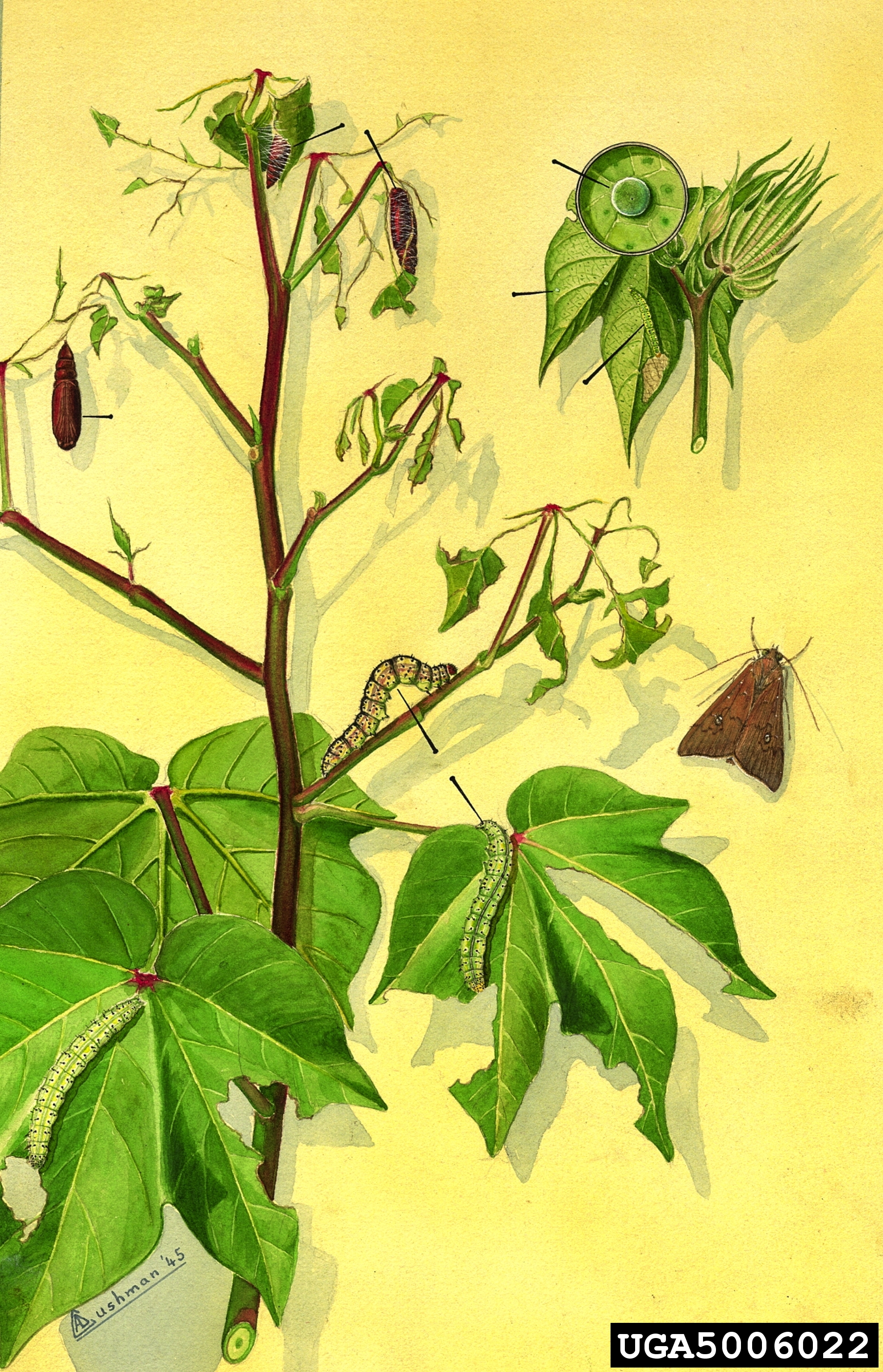

## 参考資料
- 農林水産研究文献解題
- あいち病害虫情報HP